# Golden Globe-díj a legjobb férfi mellékszereplőnek (sorozat, minisorozat vagy tévéfilm)
A legjobb férfi mellékszereplőnek (sorozat, minisorozat vagy tévéfilm) járó Golden Globe-díjat a Hollywood Foreign Press Association adja át, az 1971-ben megtartott 28. Golden Globe-gála óta.
Eleinte legjobb férfi mellékszereplő – televíziós sorozat néven adták át, majd 1980-ban kapta meg jelenlegi elnevezését. A 80. Golden Globe-gálán két külön alkategóriában osztották ki: vígjáték/musical vagy drámasorozat, illetve minisorozat, antológiasorozat vagy tévéfilm. 
A legtöbbször, három alkalommal Ed Asner nyerte el a díjat. Sean Hayes és Jeremy Piven hat-hat alkalommal szerzett jelöléseket.

## Győztesek és jelöltek
Győztes színész

### 1970-es évek
| Év                                                | Színész                                           | Színész                                           | Szerep                                            | Eredeti cím                                       | Adó                                               |
| Legjobb férfi mellékszereplő – televíziós sorozat | Legjobb férfi mellékszereplő – televíziós sorozat | Legjobb férfi mellékszereplő – televíziós sorozat | Legjobb férfi mellékszereplő – televíziós sorozat | Legjobb férfi mellékszereplő – televíziós sorozat | Legjobb férfi mellékszereplő – televíziós sorozat |
| 1970 (28. gála)                                   |                                                   |                                                   |                                                   |                                                   |                                                   |
| ------------------------------------------------- | ------------------------------------------------- | ------------------------------------------------- | ------------------------------------------------- | ------------------------------------------------- | ------------------------------------------------- |
| 1970 (28. gála)                                   |                                                   | James Brolin                                      | Dr. Steven Kiley                                  | Marcus Welby, M.D.                                | ABC                                               |
| 1970 (28. gála)                                   | Tige Andrews                                      | Adam Greer százados                               | The Mod Squad                                     | ABC                                               |                                                   |
| 1970 (28. gála)                                   | Michael Constantine                               | Seymour Kaufman                                   | Room 222                                          | ABC                                               |                                                   |
| 1970 (28. gála)                                   | Henry Gibson                                      | több szereplő                                     | Rowan & Martin's Laugh-In                         | NBC                                               |                                                   |
| 1970 (28. gála)                                   | Zalman King                                       | Aaron Silverman                                   | The Young Lawyers                                 | ABC                                               |                                                   |
| 1971 (29. gála)                                   |                                                   |                                                   |                                                   |                                                   |                                                   |
|                                                   | Ed Asner                                          | Lou Grant                                         | The Mary Tyler Moore Show                         | CBS                                               |                                                   |
| James Brolin                                      | Dr. Steven Kiley                                  | Marcus Welby, M.D.                                | ABC                                               |                                                   |                                                   |
| Harvey Korman                                     | több szereplő                                     | The Carol Burnett Show                            | CBS                                               |                                                   |                                                   |
| Rob Reiner                                        | Michael Stivic                                    | All in the Family                                 | CBS                                               |                                                   |                                                   |
| Milburn Stone                                     | Dr. Galen "Doc" Adams                             | Gunsmoke                                          | CBS                                               |                                                   |                                                   |
| 1972 (30. gála)                                   |                                                   |                                                   |                                                   |                                                   |                                                   |
|                                                   | James Brolin                                      | Dr. Steven Kiley                                  | Marcus Welby, M.D.                                | ABC                                               |                                                   |
| Ed Asner                                          | Lou Grant                                         | The Mary Tyler Moore Show                         | CBS                                               |                                                   |                                                   |
| Ted Knight                                        | Ted Baxter                                        | The Mary Tyler Moore Show                         | CBS                                               |                                                   |                                                   |
| Harvey Korman                                     | több szereplő                                     | The Carol Burnett Show                            | CBS                                               |                                                   |                                                   |
| Rob Reiner                                        | Michael Stivic                                    | All in the Family                                 | CBS                                               |                                                   |                                                   |
| 1973 (31. gála)                                   |                                                   |                                                   |                                                   |                                                   |                                                   |
|                                                   | McLean Stevenson                                  | Henry Blake                                       | M.A.S.H.                                          | CBS                                               |                                                   |
| Ed Asner                                          | Lou Grant                                         | The Mary Tyler Moore Show                         | CBS                                               |                                                   |                                                   |
| Will Geer                                         | Zebulon Walton                                    | The Waltons                                       | CBS                                               |                                                   |                                                   |
| Harvey Korman                                     | több szereplő                                     | The Carol Burnett Show                            | CBS                                               |                                                   |                                                   |
| Strother Martin                                   | R.J. Hawkins                                      | Hawkins                                           | CBS                                               |                                                   |                                                   |
| Rob Reiner                                        | Michael Stivic                                    | All in the Family                                 | CBS                                               |                                                   |                                                   |
| 1974 (32. gála)                                   |                                                   |                                                   |                                                   |                                                   |                                                   |
|                                                   | Harvey Korman                                     | Több szereplő                                     | The Carol Burnett Show                            | CBS                                               |                                                   |
| Will Geer                                         | Zebulon                                           | The Waltons                                       | CBS                                               |                                                   |                                                   |
| Gavin McLeod                                      | Murray Slaughter                                  | The Mary Tyler Moore Show                         | CBS                                               |                                                   |                                                   |
| Whitman Mayo                                      | Grady Wilson                                      | Sanford and Son                                   | NBC                                               |                                                   |                                                   |
| Jimmie Walker                                     | James "J.J." Evans, Jr.                           | Good Times                                        | CBS                                               |                                                   |                                                   |
| 1975 (33. gála)                                   |                                                   |                                                   |                                                   |                                                   |                                                   |
|                                                   | Ed Asner                                          | Lou Grant                                         | The Mary Tyler Moore Show                         | CBS                                               |                                                   |
| Tim Conway                                        | Több szereplő                                     | The Carol Burnett Show                            |                                                   | CBS                                               |                                                   |
|                                                   | Ted Knight                                        | Ted Baxter                                        | The Mary Tyler Moore Show                         | CBS                                               |                                                   |
| Rob Reiner                                        | Michael Stivic                                    | All in the Family                                 |                                                   | CBS                                               |                                                   |
| Jimmie Walker                                     | James "J.J." Evans, Jr.                           | Good Times                                        |                                                   | CBS                                               |                                                   |
| 1976 (34. gála)                                   |                                                   |                                                   |                                                   |                                                   |                                                   |
|                                                   | Ed Asner                                          | Axel Jordache                                     | Gazdag ember, szegény ember                       | ABC                                               |                                                   |
| Tim Conway                                        | több szereplő                                     | The Carol Burnett Show                            | CBS                                               |                                                   |                                                   |
| Charles Durning                                   | Ed Healey                                         | Captains and the Kings                            | NBC                                               |                                                   |                                                   |
| Gavin McLeod                                      | Murray Slaughter                                  | The Mary Tyler Moore Show                         | CBS                                               |                                                   |                                                   |
| Rob Reiner                                        | Michael Stivic                                    | All in the Family                                 | CBS                                               |                                                   |                                                   |
| 1977 (35. gála)                                   |                                                   |                                                   |                                                   |                                                   |                                                   |
| Nem osztottak ki díjat                            |                                                   |                                                   |                                                   |                                                   |                                                   |
| 1978 (36. gála)                                   |                                                   |                                                   |                                                   |                                                   |                                                   |
|                                                   | Norman Fell                                       | Stanley Roper                                     | Three's Company                                   | ABC                                               |                                                   |
| Jeff Conaway                                      | Bobby Wheeler                                     | Taxi                                              | ABC                                               |                                                   |                                                   |
| Danny DeVito                                      | Louie De Palma                                    | Taxi                                              | ABC                                               |                                                   |                                                   |
| Pat Harrington Jr.                                | Dwayne Schneider                                  | One Day at a Time                                 | CBS                                               |                                                   |                                                   |
| Andy Kaufman                                      | Latka Gravas                                      | Taxi                                              | ABC                                               |                                                   |                                                   |
| 1979 (37. gála)                                   |                                                   |                                                   |                                                   |                                                   |                                                   |
|                                                   | Danny DeVito                                      | Louie De Palma                                    | Taxi                                              | ABC                                               |                                                   |
| Vic Tayback                                       | Mel Sharples                                      | Alice                                             | CBS                                               |                                                   |                                                   |
|                                                   | Jeff Conaway                                      | Bobby Wheeler                                     | Taxi                                              | ABC                                               |                                                   |
| Tony Danza                                        | Anthony "Tony" Banta                              |                                                   | Taxi                                              | ABC                                               |                                                   |
| David Doyle                                       | John Bosley                                       | Charlie angyalai                                  |                                                   | ABC                                               |                                                   |

### 1980-as évek
|                     | Pat Harrington Jr.             | Dwayne Schneider                  |                                        | One Day at a Time              | CBS |
| Vic Tayback         | Mel Sharples                   |                                   | Alice                                  |                                | CBS |
|                     | Danny DeVito                   | Louie De Palma                    | Taxi                                   | Taxi                           | ABC |
| Andy Kaufman        | Latka Gravas                   |                                   | Taxi                                   | Taxi                           | ABC |
| Geoffrey Lewis      | Earl Tucker                    |                                   | Flo                                    | CBS                            |     |
| 1981 (39. gála)     |                                |                                   |                                        |                                |     |
|                     | John Hillerman                 | Jonathan Higgins                  | Magnum                                 | Magnum, P.I.                   | CBS |
| Danny DeVito        | Louie De Palma                 | Taxi                              | Taxi                                   | ABC                            |     |
| Pat Harrington Jr.  | Dwayne Schneider               |                                   | One Day at a Time                      | NBC                            |     |
| Vic Tayback         | Mel Sharples                   |                                   | Alice                                  | CBS                            |     |
| Hervé Villechaize   | Tattoo                         |                                   | Fantasy Island                         | ABC                            |     |
| 1982 (40. gála)     |                                |                                   |                                        |                                |     |
|                     | Lionel Stander                 | Max                               | A Hart-eset                            | Hart to Hart                   | ABC |
| Pat Harrington Jr.  | Dwayne Schneider               |                                   | One Day at a Time                      | CBS                            |     |
| John Hillerman      | Jonathan Higgins               | Magnum                            | Magnum, P.I.                           | CBS                            |     |
| Lorenzo Lamas       | Lance Cumson                   | Falcon Crest                      | Falcon Crest                           | CBS                            |     |
| Anson Williams      | Potsie Weber                   |                                   | Happy Days                             | ABC                            |     |
| 1983 (41. gála)     |                                |                                   |                                        |                                |     |
|                     | Richard Kiley                  | Paddy Cleary                      | Tövismadarak                           | The Thorn Birds                | ABC |
| Bryan Brown         | Luke O'Neill                   | Tövismadarak                      | The Thorn Birds                        | ABC                            |     |
| John Houseman       | Aaron Jastrow                  | Forrongó világ                    | The Winds of War                       | ABC                            |     |
| Jan-Michael Vincent | Byron "Briny" Henry            | Forrongó világ                    | The Winds of War                       | ABC                            |     |
| Perry King          | Yank                           |                                   | The Hasty Heart                        | Showtime                       |     |
| Rob Lowe            | Sam Alden                      | Született csütörtökön             | Thursday's Child                       | HBO                            |     |
| 1984 (42. gála)     |                                |                                   |                                        |                                |     |
|                     | Paul LeMat                     | James "Mickey" Hughes             | Tűzfészek                              | The Burning Bed                | NBC |
| Pierce Brosnan      | Robert Gould Shaw              |                                   | Nancy Astor                            | PBS                            |     |
| John Hillerman      | Jonathan Higgins               | Magnum                            | Magnum, P.I.                           | CBS                            |     |
| Ben Vereen          | Roscoe Haines                  |                                   | Ellis Island                           | CBS                            |     |
| Bruce Weitz         | Michael "Mick" Belker őrmester | Zsarublues                        | Hill Street Blues                      | NBC                            |     |
| 1985 (43. gála)     |                                |                                   |                                        |                                |     |
|                     | Edward James Olmos             | Martin Castillo hadnagy           | Miami Vice                             | Miami Vice                     | NBC |
| Ed Begley Jr.       | Dr. Victor Ehrlich             | Egy kórház magánélete             | St. Elsewhere                          | NBC                            |     |
| David Carradine     | Justin LaMotte                 | Észak és Dél                      | North and South                        | ABC                            |     |
| Richard Farnsworth  | Jude Grand Pettitt             | A védelmező                       | Chase                                  | CBS                            |     |
| John James          | Jeff Colby                     | Dinasztia                         | Dynasty                                | ABC                            |     |
| John Malkovich      | Biff Loman                     | Az ügynök halála                  | Death of a Salesman                    | CBS                            |     |
| Pat Morita          | Tommy Tanaka                   |                                   | Amos                                   | CBS                            |     |
| Bruce Weitz         | Michael "Mick" Belker őrmester | Zsarublues                        | Hill Street Blues                      | NBC                            |     |
| 1986 (44. gála)     |                                |                                   |                                        |                                |     |
|                     | Jan Niklas                     | Erich herceg                      | Anasztázia                             | Anastasia: The Mystery of Anna | NBC |
| Tom Conti           | Serge Klarsfeld                | Beate Klarsfeld, a nácivadász     | Nazi Hunter: The Beate Klarsfeld Story | ABC                            |     |
| John Hillerman      | Jonathan Higgins               | Magnum                            | Magnum, P.I.                           | CBS                            |     |
| Trevor Howard       | Maitland                       | Boldog Karácsonyt, Mrs. Kingsley! | Christmas Eve                          | NBC                            |     |
| Ron Leibman         | Morris Huffner                 | Boldog Karácsonyt, Mrs. Kingsley! | Christmas Eve                          | NBC                            |     |
| 1987 (45. gála)     |                                |                                   |                                        |                                |     |
|                     | Rutger Hauer                   | Alexandr Pecserszkij              | Szökés Sobiborból                      | Escape from Sobibor            | CBS |
| Kirk Cameron        | Mike Seaver                    |                                   | Growing Pains                          | ABC                            |     |
| Dabney Coleman      | Martin Costigan                |                                   | Sworn to Silence                       | ABC                            |     |
| John Hillerman      | Jonathan Higgins               | Magnum                            | Magnum, P.I.                           | CBS                            |     |
| John Larroquette    | Dan Fielding                   |                                   | Night Court                            | NBC                            |     |
| Brian McNamara      | Dean Karney                    |                                   | Billionaire Boys Club                  | NBC                            |     |
| Alan Rachins        | Douglas Brackman               |                                   | L.A. Law                               | NBC                            |     |
| Gordon Thomson      | Adam Carrington                | Dinasztia                         | Dynasty                                |                                |     |
| 1988 (46. gála)     |                                |                                   |                                        |                                |     |
|                     | Barry Bostwick                 | Franz Halder                      | A sas felszáll                         | War and Remembrance            | ABC |
| John Gielgud        | Aaron Jastrow                  |                                   | A sas felszáll                         | War and Remembrance            | ABC |
| Armand Assante      | Richard Mansfield              | Hasfelmetsző Jack                 | Jack the Ripper                        | CBS                            |     |
|                     | Kirk Cameron                   | Mike Seaver                       |                                        | Growing Pains                  | ABC |
| Larry Drake         | Benny Stulwicz                 |                                   | L.A. Law                               | NBC                            |     |
| Derek Jacobi        | Az Imposztor                   | A Tizedik                         | The Tenth Man                          | CBS                            |     |
| Edward James Olmos  | Martin Castillo hadnagy        | Miami Vice                        | Miami Vice                             | NBC                            |     |
| 1989 (47. gála)     |                                |                                   |                                        |                                |     |
|                     | Dean Stockwell                 | Al Calavicci                      | Quantum Leap – Az időutazó             | Quantum Leap                   | NBC |
| Chris Burke         | Charles "Corky" Thatcher       | Az élet megy tovább               | Life Goes On                           | ABC                            |     |
| Larry Drake         | Benny Stulwicz                 |                                   | L.A. Law                               | NBC                            |     |
| Michael Tucker      | Stuart Markowitz               |                                   | L.A. Law                               | NBC                            |     |
| Tommy Lee Jones     | Woodrow F. Call százados       | Texasi krónikák: Lonesome Dove    | Lonesome Dove                          | CBS                            |     |

### 1990-es évek
| Év                    | Színész            | Színész                       | Szerep                         | Magyar cím                                                                    | Eredeti cím                   | Adó |
| 1990 48. gála)        |                    |                               |                                |                                                                               |                               |     |
| --------------------- | ------------------ | ----------------------------- | ------------------------------ | ----------------------------------------------------------------------------- | ----------------------------- | --- |
| 1990 48. gála)        |                    | Charles Durning               | John F. Fitzgerald             |                                                                               | The Kennedys of Massachusetts | ABC |
| 1990 48. gála)        | Barry Miller       | Pete "Briggs" Brigman         |                                | Equal Justice                                                                 | ABC                           |     |
| 1990 48. gála)        | Jimmy Smits        | Victor Sifuentes              |                                | L.A. Law                                                                      | NBC                           |     |
| 1990 48. gála)        | Blair Underwood    | Jonathan Rollins              |                                | L.A. Law                                                                      | NBC                           |     |
| 1990 48. gála)        | Dean Stockwell     | Al Calavicci                  | Quantum Leap – Az időutazó     | Quantum Leap                                                                  | NBC                           |     |
| 1991 (49. gála)       |                    |                               |                                |                                                                               |                               |     |
|                       | Louis Gossett Jr.  | Sidney Williams               |                                | The Josephine Baker Story                                                     | HBO                           |     |
| Larry Drake           | Benny Stulwicz     |                               | L.A. Law                       | NBC                                                                           |                               |     |
| Michael Jeter         | Herman Stiles      | Kisvárosi mesék               | Evening Shade                  | CBS                                                                           |                               |     |
| Richard Kiley         | Earl Warren        |                               | Separate but Equal             | ABC                                                                           |                               |     |
| Dean Stockwell        | Al Calavicci       | Quantum Leap – Az időutazó    | Quantum Leap                   | NBC                                                                           |                               |     |
| 1992 (50. gála)       |                    |                               |                                |                                                                               |                               |     |
|                       | Maximilian Schell  | Vlagyimir Iljics Lenin        | Sztálin                        | Stalin                                                                        | HBO                           |     |
| Jason Alexander       | George Costanza    | Seinfeld                      | Seinfeld                       | NBC                                                                           |                               |     |
| John Corbett          | Chris Stevens      | Miért éppen Alaszka?          | Northern Exposure              | CBS                                                                           |                               |     |
| Hume Cronyn           | Ben                |                               | Broadway Bound                 | ABC                                                                           |                               |     |
| Earl Holliman         | Darden Towe        |                               | Delta                          | ABC                                                                           |                               |     |
| Dean Stockwell        | Al Calavicci       | Quantum Leap – Az időutazó    | Quantum Leap                   | NBC                                                                           |                               |     |
| 1993 (51. gála)       |                    |                               |                                |                                                                               |                               |     |
|                       | Beau Bridges       | Terry Harper                  |                                | The Positively True Adventures of the Alleged Texas Cheerleader-Murdering Mom | HBO                           |     |
| Jason Alexander       | George Costanza    | Seinfeld                      | Seinfeld                       | NBC                                                                           |                               |     |
| Dennis Franz          | Andy Sipowicz      | New York rendőrei             | NYPD Blue                      | ABC                                                                           |                               |     |
| John Mahoney          | Martin Crane       | Frasier – A dumagép           | Frasier                        | NBC                                                                           |                               |     |
| Jonathan Pryce        | Henry Kravis       | A füstbement terv             | Barbarians at the Gate         | HBO                                                                           |                               |     |
| 1994 (52. gála)       |                    |                               |                                |                                                                               |                               |     |
|                       | Edward James Olmos | Wilson Pinheiro               | Lassú tűzön                    | The Burning Season                                                            | HBO                           |     |
| Jason Alexander       | George Costanza    | Seinfeld                      | Seinfeld                       | NBC                                                                           |                               |     |
| Fyvush Finkel         | Douglas Wambaugh   | Kisvárosi rejtélyek           | Picket Fences                  | CBS                                                                           |                               |     |
| John Malkovich        | Kurtz ezredes      | A sötétség mélyén             | Heart of Darkness              | TNT                                                                           |                               |     |
| David Hyde Pierce     | Dr. Niles Crane    | Frasier – A dumagép           | Frasier                        | NBC                                                                           |                               |     |
| 1995 (53. gála)       |                    |                               |                                |                                                                               |                               |     |
|                       | Donald Sutherland  | Mihail Fetyiszov              | X polgártárs                   | Citizen X                                                                     | HBO                           |     |
| Sam Elliott           | Wild Bill Hickok   | Vad nők                       | Buffalo Girls                  | CBS                                                                           |                               |     |
| Tom Hulce             | Peter Patrone      |                               | The Heidi Chronicles           | TNT                                                                           |                               |     |
| David Hyde Pierce     | Dr. Niles Crane    | Frasier – A dumagép           | Frasier                        | NBC                                                                           |                               |     |
| Henry Thomas          | Ray Buckey         | Megbélyegezve: A McMartin-per | Indictment: The McMartin Trial | HBO                                                                           |                               |     |
| 1996 (54. gála)       |                    |                               |                                |                                                                               |                               |     |
|                       | Ian McKellen       | II. Miklós cár                | Raszputyin                     | Rasputin: Dark Servant of Destiny                                             | HBO                           |     |
| David Paymer          | David T. Wilentz   | Az évszázad bűnesete          | Crime of the Century           | HBO                                                                           |                               |     |
| David Hyde Pierce     | Dr. Niles Crane    | Frasier – A dumagép           | Frasier                        | NBC                                                                           |                               |     |
| Anthony Quinn         | Aniello Dellacroce | Gotti                         | Gotti                          | HBO                                                                           |                               |     |
| Noah Wyle             | John Carter        | Vészhelyzet                   | ER                             | NBC                                                                           |                               |     |
| 1997 (55. gála)       |                    |                               |                                |                                                                               |                               |     |
|                       | George C. Scott    | Harmadik esküdt               | Tizenkét dühös ember           | 12 Angry Men                                                                  | Showtime                      |     |
| Jason Alexander       | George Costanza    | Seinfeld                      | Seinfeld                       | NBC                                                                           |                               |     |
| Michael Caine         | F. W. de Klerk     | Mandela és de Klerk           | Mandela and de Klerk           | Showtime                                                                      |                               |     |
| David Hyde Pierce     | Dr. Niles Crane    | Frasier – A dumagép           | Frasier                        | NBC                                                                           |                               |     |
| Eriq La Salle         | Dr. Peter Benton   | Vészhelyzet                   | ER                             | NBC                                                                           |                               |     |
| Noah Wyle             | John Carter        | Vészhelyzet                   | ER                             | NBC                                                                           |                               |     |
| 1998 (56. gála)       |                    |                               |                                |                                                                               |                               |     |
|                       | Don Cheadle        | Sammy Davis Jr.               | Sztárok egy csapatban          | The Rat Pack                                                                  | HBO                           |     |
| Gregory Peck          | Mapple atya        | Moby Dick                     | Moby Dick                      | USA                                                                           |                               |     |
|                       | Joe Mantegna       | Dean Martin                   | Sztárok egy csapatban          | The Rat Pack                                                                  | HBO                           |     |
| David Spade           | Dennis Finch       | Divatalnokok                  | Just Shoot Me!                 | NBC                                                                           |                               |     |
| Noah Wyle             | John Carter        | Vészhelyzet                   | ER                             | NBC                                                                           |                               |     |
| 1999 (57. gála)       |                    |                               |                                |                                                                               |                               |     |
|                       | Peter Fonda        | Frank O'Connor                | Egy filozófusnő szerelmei      | The Passion of Ayn Rand                                                       | Showtime                      |     |
| Klaus Maria Brandauer | Otto Preminger     | Fekete csillag                | Introducing Dorothy Dandridge  | HBO                                                                           |                               |     |
| Sean Hayes            | Jack McFarland     | Will és Grace                 | Will & Grace                   | NBC                                                                           |                               |     |
| Chris Noth            | Mr. Big            | Szex és New York              | Sex and the City               | HBO                                                                           |                               |     |
| Peter O’Toole         | Pierre Cauchon     | Szent Johanna                 | Joan of Arc                    | CBS                                                                           |                               |     |
| David Spade           | Dennis Finch       | Divatalnokok                  | Just Shoot Me!                 | NBC                                                                           |                               |     |

### 2000-es évek
| Év                  | Színész                         | Színész                      | Szerep                       | Magyar cím        | Eredeti cím | Adó |
| 2000 (58. gála)     |                                 |                              |                              |                   |             |     |
| ------------------- | ------------------------------- | ---------------------------- | ---------------------------- | ----------------- | ----------- | --- |
| 2000 (58. gála)     |                                 | Robert Downey Jr.            | Larry Paul                   | Ally McBeal       | Ally McBeal | Fox |
| 2000 (58. gála)     | Sean Hayes                      | Jack McFarland               | Will és Grace                | Will & Grace      | NBC         |     |
| 2000 (58. gála)     | John Mahoney                    | Martin Crane                 | Frasier – A dumagép          | Frasier           | NBC         |     |
| 2000 (58. gála)     | David Hyde Pierce               | Dr. Niles Crane              | Frasier – A dumagép          | Frasier           | NBC         |     |
| 2000 (58. gála)     | Christopher Plummer             | F. Lee Bailey                |                              | American Tragedy  | CBS         |     |
| 2000 (58. gála)     | Bradley Whitford                | Josh Lyman                   | Az elnök emberei             | The West Wing     | NBC         |     |
| 2001 (59. gála)     |                                 |                              |                              |                   |             |     |
|                     | Stanley Tucci                   | Adolf Eichmann               | Az összeesküvés              | Conspiracy        | HBO         |     |
| John Corbett        | Aidan Shaw                      | Szex és New York             | Sex and the City             | HBO               |             |     |
| Sean Hayes          | Jack McFarland                  | Will és Grace                | Will & Grace                 | NBC               |             |     |
| Ron Livingston      | Lewis Nixon                     | Az elit alakulat             | Band of Brothers             | HBO               |             |     |
| Bradley Whitford    | Josh Lyman                      | Az elnök emberei             | The West Wing                | NBC               |             |     |
| 2002 (60. gála)     |                                 |                              |                              |                   |             |     |
|                     | Donald Sutherland               | Clark Clifford               | Háború a háborúról           | Path to War       | HBO         |     |
| Alec Baldwin        | Robert McNamara                 | Háború a háborúról           | Path to War                  | HBO               |             |     |
| Jim Broadbent       | Desmond Morton                  | Gomolygó viharfelhők         | The Gathering Storm          | HBO               |             |     |
| Bryan Cranston      | Hal Wilkerson                   | Már megint Malcolm           | Malcolm in the Middle        | Fox               |             |     |
| Sean Hayes          | Jack McFarland                  | Will és Grace                | Will & Grace                 | NBC               |             |     |
| Dennis Haysbert     | David Palmer                    | 24                           | 24                           | Fox               |             |     |
| Michael Imperioli   | Christopher Moltisanti          | Maffiózók                    | The Sopranos                 | HBO               |             |     |
| John Spencer        | Leo McGarry                     | Az elnök emberei             | The West Wing                | NBC               |             |     |
| Bradley Whitford    | Josh Lyman                      | Az elnök emberei             | The West Wing                | NBC               |             |     |
| 2003 (61. gála)     |                                 |                              |                              |                   |             |     |
|                     | Jeffrey Wright                  | Több szereplő                | Angyalok Amerikában          | Angels in America | HBO         |     |
| Sean Hayes          | Jack McFarland                  | Will és Grace                | Will & Grace                 | NBC               |             |     |
| Lee Pace            | Calpernia Addams                |                              | Soldier's Girl               | Showtime          |             |     |
| Ben Shenkman        | Louis Ironson / Óceánia angyala | Angyalok Amerikában          | Angels in America            | HBO               |             |     |
| Patrick Wilson      | Joe Pitt                        | Angyalok Amerikában          | Angels in America            | HBO               |             |     |
| 2004 (62. gála)     |                                 |                              |                              |                   |             |     |
|                     | William Shatner                 | Denny Crane                  | Boston Legal – Jogi játszmák | Boston Legal      | ABC         |     |
| Sean Hayes          | Jack McFarland                  | Will és Grace                | Will & Grace                 | NBC               |             |     |
| Michael Imperioli   | Christopher Moltisanti          | Maffiózók                    | The Sopranos                 | HBO               |             |     |
| Jeremy Piven        | Ari Gold                        | Törtetők                     | Entourage                    | HBO               |             |     |
| Oliver Platt        | Russell Tupper                  | Huff                         | Huff                         | Showtime          |             |     |
| 2005 (63. gála)     |                                 |                              |                              |                   |             |     |
|                     | Paul Newman                     | Max Roby                     | A múlt fogságában            | Empire Falls      | HBO         |     |
| Naveen Andrews      | Sayid Jarrah                    | Lost – Eltűntek              | Lost                         | ABC               |             |     |
| Jeremy Piven        | Ari Gold                        | Törtetők                     | Entourage                    | HBO               |             |     |
| Randy Quaid         | Tom Parker ezredes              | Elvis – A kezdet kezdete     | Elvis                        | CBS               |             |     |
| Donald Sutherland   | Nathan Templeton                | Az elnöknő                   | Commander in Chief           | ABC               |             |     |
| 2006 (64. gála)     |                                 |                              |                              |                   |             |     |
|                     | Jeremy Irons                    | Robert Dudley                | Elizabeth                    | Elizabeth I       | HBO         |     |
| Thomas Haden Church | Tom Harte                       | A szabadság útján            | Broken Trail                 | AMC               |             |     |
| Justin Kirk         | Andy Botwin                     | Nancy ül a fűben             | Weeds                        | Showtime          |             |     |
| Masi Oka            | Nakamura Hiro                   | Hősök                        | Heroes                       | NBC               |             |     |
| Jeremy Piven        | Ari Gold                        | Törtetők                     | Entourage                    | HBO               |             |     |
| 2007 (65. gála)     |                                 |                              |                              |                   |             |     |
|                     | Jeremy Piven                    | Ari Gold                     | Törtetők                     | Entourage         | HBO         |     |
| Ted Danson          | Arthur Frobisher                | A hatalom hálójában          | Damages                      | FX                |             |     |
| Kevin Dillon        | Johnny "Drama" Chase            | Törtetők                     | Entourage                    | HBO               |             |     |
| Andy Serkis         | Ian Brady                       |                              | Longford                     | HBO               |             |     |
| William Shatner     | Denny Crane                     | Boston Legal – Jogi játszmák | Boston Legal                 | ABC               |             |     |
| Donald Sutherland   | Patrick "Tripp" Darling III     | Édes, drága titkaink         | Dirty Sexy Money             | ABC               |             |     |
| 2008 (66. gála)     |                                 |                              |                              |                   |             |     |
|                     | Tom Wilkinson                   | Benjamin Franklin            | John Adams                   | John Adams        | HBO         |     |
| Neil Patrick Harris | Barney Stinson                  | Így jártam anyátokkal        | How I Met Your Mother        | CBS               |             |     |
| Denis Leary         | Michael Whouley                 | Újraszámlálás                | Recount                      | HBO               |             |     |
| Jeremy Piven        | Ari Gold                        | Törtetők                     | Entourage                    | HBO               |             |     |
| Blair Underwood     | Alex Prince, Jr.                | In Treatment – A terapeuta   | In Treatment                 | HBO               |             |     |
| 2009 (67. gála)     |                                 |                              |                              |                   |             |     |
|                     | John Lithgow                    | Arthur Mitchell              | Dexter                       | Dexter            | Showtime    |     |
| Michael Emerson     | Ben Linus                       | Lost – Eltűntek              | Lost                         | ABC               |             |     |
| Neil Patrick Harris | Barney Stinson                  | Így jártam anyátokkal        | How I Met Your Mother        | CBS               |             |     |
| William Hurt        | Daniel Purcell                  | A hatalom hálójában          | Damages                      | FX                |             |     |
| Jeremy Piven        | Ari Gold                        | Törtetők                     | Entourage                    | HBO               |             |     |

### 2010-es évek
| Év                | Színész                                       | Színész                                    | Szerep                                                    | Magyar cím              | Eredeti cím | Adó |
| 2010 (68. gála)   |                                               |                                            |                                                           |                         |             |     |
| ----------------- | --------------------------------------------- | ------------------------------------------ | --------------------------------------------------------- | ----------------------- | ----------- | --- |
| 2010 (68. gála)   |                                               | Chris Colfer                               | Kurt Hummel                                               | Glee – Sztárok leszünk! | Glee        | Fox |
| 2010 (68. gála)   | Scott Caan                                    | Danny Williams                             | Hawaii Five-0                                             | Hawaii Five-0           | CBS         |     |
| 2010 (68. gála)   | Chris Noth                                    | Peter Florrick                             | A férjem védelmében                                       | The Good Wife           | CBS         |     |
| 2010 (68. gála)   | Eric Stonestreet                              | Cameron Tucker                             | Modern család                                             | Modern Family           | ABC         |     |
| 2010 (68. gála)   | David Strathairn                              | Dr. Carlock                                | Temple Grandin                                            | Temple Grandin          | HBO         |     |
| 2011 (69. gála)   |                                               |                                            |                                                           |                         |             |     |
|                   | Peter Dinklage                                | Tyrion Lannister                           | Trónok harca                                              | Game of Thrones         | HBO         |     |
| Paul Giamatti     | Ben Bernanke                                  | Válság a Wall Streeten                     | Too Big to Fail                                           | HBO                     |             |     |
| Guy Pearce        | Monty Beragon                                 | Mildred Pierce                             | Mildred Pierce                                            | HBO                     |             |     |
| Tim Robbins       | Bill Loud                                     | Cinéma vérité                              | Cinema Verite                                             | HBO                     |             |     |
| Eric Stonestreet  | Cameron Tucker                                | Modern család                              | Modern Family                                             | ABC                     |             |     |
| 2012 (70. gála)   |                                               |                                            |                                                           |                         |             |     |
|                   | Ed Harris                                     | John McCain                                | Versenyben az elnökségért                                 | Game Change             | HBO         |     |
| Max Greenfield    | Schmidt                                       | Új csaj                                    | New Girl                                                  | Fox                     |             |     |
| Danny Huston      | Ben "The Butcher" Diamond                     | Bűnös Miami                                | Magic City                                                | Starz                   |             |     |
| Mandy Patinkin    | Saul Berenson                                 | Homeland – A belső ellenség                | Homeland                                                  | Showtime                |             |     |
| Eric Stonestreet  | Cameron Tucker                                | Modern család                              | Modern Family                                             | ABC                     |             |     |
| 2013 (71. gála)   |                                               |                                            |                                                           |                         |             |     |
|                   | Jon Voight                                    | Mickey Donovan                             | Ray Donovan                                               | Ray Donovan             | Showtime    |     |
| Josh Charles      | Will Gardner                                  | A férjem védelmében                        | The Good Wife                                             | CBS                     |             |     |
| Rob Lowe          | Dr. Jack Startz                               | Túl a csillogáson                          | Behind the Candelabra                                     | HBO                     |             |     |
| Aaron Paul        | Jesse Pinkman                                 | Breaking Bad – Totál szívás                | Breaking Bad                                              | AMC                     |             |     |
| Corey Stoll       | Peter Russo                                   | Kártyavár                                  | House of Cards                                            | Netflix                 |             |     |
| 2014 (72. gála)   |                                               |                                            |                                                           |                         |             |     |
|                   | Matt Bomer                                    | Felix Turner                               | Igaz szívvel                                              | The Normal Heart        | HBO         |     |
| Alan Cumming      | Eli Gold                                      | A férjem védelmében                        | The Good Wife                                             | CBS                     |             |     |
| Colin Hanks       | Gus Grimly rendőrtiszt                        | Fargo                                      | Fargo                                                     | FX                      |             |     |
| Bill Murray       | Jack Kennison                                 | Olive Kitteridge                           | Olive Kitteridge                                          | HBO                     |             |     |
| Jon Voight        | Mickey Donovan                                | Ray Donovan                                | Ray Donovan                                               | Showtime                |             |     |
| 2015 (73. gála)   |                                               |                                            |                                                           |                         |             |     |
|                   | Christian Slater                              | Mr. Robot / Edward Alderson                | Mr. Robot                                                 | Mr. Robot               | USA         |     |
| Alan Cumming      | Eli Gold                                      | A férjem védelmében                        | The Good Wife                                             | CBS                     |             |     |
| Damian Lewis      | VIII. Henrik király                           | Farkasbőrben                               | Wolf Hall                                                 | PBS                     |             |     |
| Ben Mendelsohn    | Danny Rayburn                                 | A vérvonal árnyai                          | Bloodline                                                 | Netflix                 |             |     |
| Tobias Menzies    | Frank Randall / Jonathan "Black Jack" Randall | Outlander – Az idegen                      | Outlander                                                 | Starz                   |             |     |
| 2016 (74. gála)   |                                               |                                            |                                                           |                         |             |     |
|                   | Hugh Laurie                                   | Richard Onslow Roper                       | Éjszakai szolgálat                                        | The Night Manager       | AMC         |     |
| Sterling K. Brown | Christopher Darden                            | American Crime Story: Az O. J. Simpson-ügy | The People v. O. J. Simpson: American Crime Story         | FX                      |             |     |
| John Travolta     | Robert Shapiro                                | American Crime Story: Az O. J. Simpson-ügy | The People v. O. J. Simpson: American Crime Story         | FX                      |             |     |
| John Lithgow      | Winston Churchill                             | A Korona                                   | The Crown                                                 | Netflix                 |             |     |
| Christian Slater  | Mr. Robot / Edward Alderson                   | Mr. Robot                                  | Mr. Robot                                                 | USA                     |             |     |
| 2017 (75. gála)   |                                               |                                            |                                                           |                         |             |     |
|                   | Alexander Skarsgård                           | Perry Wright                               | Hatalmas kis hazugságok                                   | Big Little Lies         | HBO         |     |
| David Harbour     | Jim Hopper                                    | Stranger Things                            | Stranger Things                                           | Netflix                 |             |     |
| Alfred Molina     | Robert Aldrich                                | Viszály                                    | Feud: Bette and Joan                                      | FX                      |             |     |
| Christian Slater  | Mr. Robot / Edward Alderson                   | Mr. Robot                                  | Mr. Robot                                                 | USA                     |             |     |
| David Thewlis     | V. M. Varga                                   | Fargo                                      | Fargo                                                     | FX                      |             |     |
| 2018 (76. gála)   |                                               |                                            |                                                           |                         |             |     |
|                   | Ben Whishaw                                   | Norman Josiffe / Norman Scott              | Egy nagyon angolos botrány                                | A Very English Scandal  | Amazon      |     |
| Alan Arkin        | Norman Newlander                              | A Kominsky-módszer                         | The Kominsky Method                                       | Netflix                 |             |     |
| Kieran Culkin     | Roman Roy                                     | Utódlás                                    | Succession                                                | HBO                     |             |     |
| Édgar Ramírez     | Gianni Versace                                |                                            | The Assassination of Gianni Versace: American Crime Story | FX                      |             |     |
| Henry Winkler     | Gene Cousineau                                | Barry                                      | Barry                                                     | HBO                     |             |     |
| 2019 (77. gála)   |                                               |                                            |                                                           |                         |             |     |
|                   | Stellan Skarsgård                             | Borisz Scserbina                           | Csernobil                                                 | Chernobyl               | HBO         |     |
| Alan Arkin        | Norman Newlander                              | A Kominsky-módszer                         | The Kominsky Method                                       | Netflix                 |             |     |
| Kieran Culkin     | Roman Roy                                     | Utódlás                                    | Succession                                                | HBO                     |             |     |
| Andrew Scott      | A pap                                         | Bolhafészek                                | Fleabag                                                   | Amazon                  |             |     |
| Henry Winkler     | Gene Cousineau                                | Barry                                      | Barry                                                     | HBO                     |             |     |

### 2020-as évek
| Év                  | Színész                                                                          | Színész                                                                          | Szerep                                                                           | Magyar cím                                                                       | Eredeti cím                                                                      | Adó                                                                              |
| 2020 (78. gála)     |                                                                                  |                                                                                  |                                                                                  |                                                                                  |                                                                                  |                                                                                  |
| ------------------- | -------------------------------------------------------------------------------- | -------------------------------------------------------------------------------- | -------------------------------------------------------------------------------- | -------------------------------------------------------------------------------- | -------------------------------------------------------------------------------- | -------------------------------------------------------------------------------- |
| 2020 (78. gála)     |                                                                                  | John Boyega                                                                      | Leroy Logan                                                                      | Kis fejsze                                                                       | Small Axe                                                                        | Amazon Prime Video                                                               |
| 2020 (78. gála)     | Brendan Gleeson                                                                  | Donald Trump elnök                                                               |                                                                                  | The Comey Rule                                                                   | Showtime                                                                         |                                                                                  |
| 2020 (78. gála)     | Dan Levy                                                                         | David Rose                                                                       |                                                                                  | Schitt's Creek                                                                   | Pop TV                                                                           |                                                                                  |
| 2020 (78. gála)     | Jim Parsons                                                                      | Henry Willson                                                                    | Hollywood                                                                        | Hollywood                                                                        | Netflix                                                                          |                                                                                  |
| 2020 (78. gála)     | Donald Sutherland                                                                | Franklin Reinhardt                                                               | Tudhattad volna                                                                  | The Undoing                                                                      | HBO                                                                              |                                                                                  |
| 2021 (79. gála)     |                                                                                  |                                                                                  |                                                                                  |                                                                                  |                                                                                  |                                                                                  |
|                     | O Jongszu                                                                        | O Ilnam                                                                          | Nyerd meg az életed                                                              | Squid Game                                                                       | Netflix                                                                          |                                                                                  |
| Billy Crudup        | Cory Ellison                                                                     | The Morning Show                                                                 | The Morning Show                                                                 | Apple TV+                                                                        |                                                                                  |                                                                                  |
| Mark Duplass        | Charlie "Chip" Black                                                             | The Morning Show                                                                 | The Morning Show                                                                 | Apple TV+                                                                        |                                                                                  |                                                                                  |
| Kieran Culkin       | Roman Roy                                                                        | Utódlás                                                                          | Succession                                                                       | HBO                                                                              |                                                                                  |                                                                                  |
| Brett Goldstein     | Roy Kent                                                                         | Ted Lasso                                                                        | Ted Lasso                                                                        | Apple TV+                                                                        |                                                                                  |                                                                                  |
| 2022 (80. gála)     | Legjobb férfi mellékszereplő televíziós sorozatban – vígjáték/musical vagy dráma | Legjobb férfi mellékszereplő televíziós sorozatban – vígjáték/musical vagy dráma | Legjobb férfi mellékszereplő televíziós sorozatban – vígjáték/musical vagy dráma | Legjobb férfi mellékszereplő televíziós sorozatban – vígjáték/musical vagy dráma | Legjobb férfi mellékszereplő televíziós sorozatban – vígjáték/musical vagy dráma | Legjobb férfi mellékszereplő televíziós sorozatban – vígjáték/musical vagy dráma |
| 2022 (80. gála)     |                                                                                  | Tyler James Williams                                                             | Gregory Eddie                                                                    | Abbott Általános Iskola                                                          | Abbott Elementary                                                                | ABC                                                                              |
| 2022 (80. gála)     | John Lithgow                                                                     | Harold Harper                                                                    | A nagy öreg                                                                      | The Old Man                                                                      | FX                                                                               |                                                                                  |
| 2022 (80. gála)     | Jonathan Pryce                                                                   | Fülöp edinburgh-i herceg                                                         | A Korona                                                                         | The Crown                                                                        | Netflix                                                                          |                                                                                  |
| 2022 (80. gála)     | John Turturro                                                                    | Irving                                                                           | Különválás                                                                       | Severance                                                                        | Apple TV+                                                                        |                                                                                  |
| 2022 (80. gála)     | Henry Winkler                                                                    | Gene Cousineau                                                                   | Barry                                                                            | Barry                                                                            | HBO                                                                              |                                                                                  |
| 2022 (80. gála)     | Legjobb férfi mellékszereplő – minisorozat, antológiasorozat vagy tévéfilm       |                                                                                  |                                                                                  |                                                                                  |                                                                                  |                                                                                  |
| 2022 (80. gála)     |                                                                                  | Paul Walter Hauser                                                               | Larry Hall                                                                       | Fekete madár                                                                     | Black Bird                                                                       | Apple TV+                                                                        |
| 2022 (80. gála)     | F. Murray Abraham                                                                | Bert Di Grasso                                                                   | A Fehér Lótusz                                                                   | The White Lotus: Sicily                                                          | HBO                                                                              |                                                                                  |
| 2022 (80. gála)     | Domhnall Gleeson                                                                 | Sam Fortner                                                                      | A páciens                                                                        | The Patient                                                                      | FX                                                                               |                                                                                  |
| 2022 (80. gála)     | Richard Jenkins                                                                  | Lionel Dahmer                                                                    | Jeffrey Dahmer – Szörnyeteg: A Jeffrey Dahmer-sztori                             | Dahmer – Monster: The Jeffrey Dahmer Story                                       | Netflix                                                                          |                                                                                  |
| 2022 (80. gála)     | Seth Rogen                                                                       | Rand Gauthier                                                                    | Pam és Tommy                                                                     | Pam & Tommy                                                                      | Hulu                                                                             |                                                                                  |
| 2023 (81. gála)     |                                                                                  |                                                                                  |                                                                                  |                                                                                  |                                                                                  |                                                                                  |
|                     | Matthew Macfadyen                                                                | Tom Wambsgans                                                                    | Utódlás                                                                          | Succession                                                                       | HBO                                                                              |                                                                                  |
| Billy Crudup        | Cory Ellison                                                                     | The Morning Show                                                                 | The Morning Show                                                                 | Apple TV+                                                                        |                                                                                  |                                                                                  |
| James Marsden       | önmaga                                                                           | Az esküdtszék                                                                    | Jury Duty                                                                        | Amazon Freevee                                                                   |                                                                                  |                                                                                  |
| Ebon Moss-Bachrach  | Richard "Richie" Jerimovich                                                      | A mackó                                                                          | The Bear                                                                         | FX                                                                               |                                                                                  |                                                                                  |
| Alan Ruck           | Connor Roy                                                                       | Utódlás                                                                          | Succession                                                                       | HBO                                                                              |                                                                                  |                                                                                  |
| Alexander Skarsgård | Lukas Matsson                                                                    | Utódlás                                                                          | Succession                                                                       | HBO                                                                              |                                                                                  |                                                                                  |
| 2024 (82. gála)     |                                                                                  |                                                                                  |                                                                                  |                                                                                  |                                                                                  |                                                                                  |
|                     | Aszano Tadanobu                                                                  | Kashigi Yabushige                                                                | A sógun                                                                          | Shōgun                                                                           | FX                                                                               |                                                                                  |
| Javier Bardem       | José Menendez                                                                    | Szörnyetegek: A Lyle és Erik Menendez-sztori                                     | Monsters: The Lyle and Erik Menendez Story                                       | Netflix                                                                          |                                                                                  |                                                                                  |
| Harrison Ford       | Dr. Paul Rhoades                                                                 | Direkt terápia                                                                   | Shrinking                                                                        | Apple TV+                                                                        |                                                                                  |                                                                                  |
| Ebon Moss-Bachrach  | Richard "Richie" Jerimovich                                                      | A mackó                                                                          | The Bear                                                                         | FX                                                                               |                                                                                  |                                                                                  |
| Jack Lowden         | River Cartwright                                                                 | Utolsó befutók                                                                   | Slow Horses                                                                      | Apple TV+                                                                        |                                                                                  |                                                                                  |
| Diego Luna          | Andy Pérez                                                                       | La Máquina: Boksz életre-halálra                                                 | La Máquina                                                                       | Hulu                                                                             |                                                                                  |                                                                                  |